# Аквавела (Салерно)
Аквавела (итал. Acquavella) је насеље у Италији у округу Салерно, региону Кампанија.
Према процени из 2011. у насељу је живело 568 становника. Насеље се налази на надморској висини од 235 м.